# Municipio de Poplar Grove (Dakota del Norte)
El municipio de Poplar Grove (en inglés: Poplar Grove Township) es un municipio ubicado en el condado de Ramsey en el estado estadounidense de Dakota del Norte. En el año 2010 tenía una población de 218 habitantes y una densidad poblacional de 2,4 personas por km².

## Geografía
El municipio de Poplar Grove se encuentra ubicado en las coordenadas 48°4′46″N 99°1′17″O / 48.07944, -99.02139. Según la Oficina del Censo de los Estados Unidos, el municipio tiene una superficie total de 90.76 km², de la cual 42,01 km² corresponden a tierra firme y (53,72 %) 48,75 km² es agua.

## Demografía
Según el censo de 2010, había 218 personas residiendo en el municipio de Poplar Grove. La densidad de población era de 2,4 hab./km². De los 218 habitantes, el municipio de Poplar Grove estaba compuesto por el 100 % blancos. Del total de la población el 0 % eran hispanos o latinos de cualquier raza.